# Hesperelaea
Hesperelaea  é um gênero botânico da família Oleaceae
Era encontrado no México. Espécie extinta.

## Espécie
- Hesperelaea palmeri

## Nome e referências
Hesperelaea A. Gray, 1876